# 엘 로이
엘 로이 (El Roi, Hebrew אל ראי) 라는 말은 히브리어 성경에 나오는 하나님의 명칭들 가운데 하나이다. 나를 감찰하시는 하나님으로 일반적으로 번역된다. "하나님( El )이라는 단어와 바라봄, 목격, 광경, 혹은 용라는 의미의( Roi)와 결합하여 만들어진 용어이다. 그것은 아브라함의 장남 이스마엘의 어머니 하갈에 의해 창세기(16:13)에서 처음 언급되었다.

## 참고 문헌
구약의 신학, Walter Eichrodt, Volume 1, 183-184 쪽.